# Thomas Kean Jr.
Thomas Howard Kean Jr. (Livingston, 5 settembre 1968) è un politico statunitense, membro della Camera dei Rappresentanti per lo stato del New Jersey dal 2023.

## Biografia

### Vita personale
Nato a Livingston, proviene da una famiglia storica della politica statunitense: suo padre Thomas Kean fu governatore del New Jersey, mentre suo nonno Robert Kean fu deputato al Congresso, il suo bisnonno Hamilton Fish Kean e il suo pro-prozio John Kean furono senatori. La famiglia di sua nonna discendeva da Peter Stuyvesant e John Winthrop il Vecchio, tra i suoi antenati figuravano anche William Livingston, Hamilton Fish e John Kean.
Thomas Kean Jr. frequentò il Dartmouth College e l'Università Tufts, che tuttavia lasciò prima di conseguire il dottorato di ricerca in relazioni internazionali. Lavorò come assistente del deputato Bob Franks e fu impiegato per l'EPA sotto l'amministrazione presidenziale di George H. W. Bush. Prestò volontariato come pompiere e soccorritore.
Sposato con Rhonda Lee Norton, è padre di due figlie.

### Carriera politica

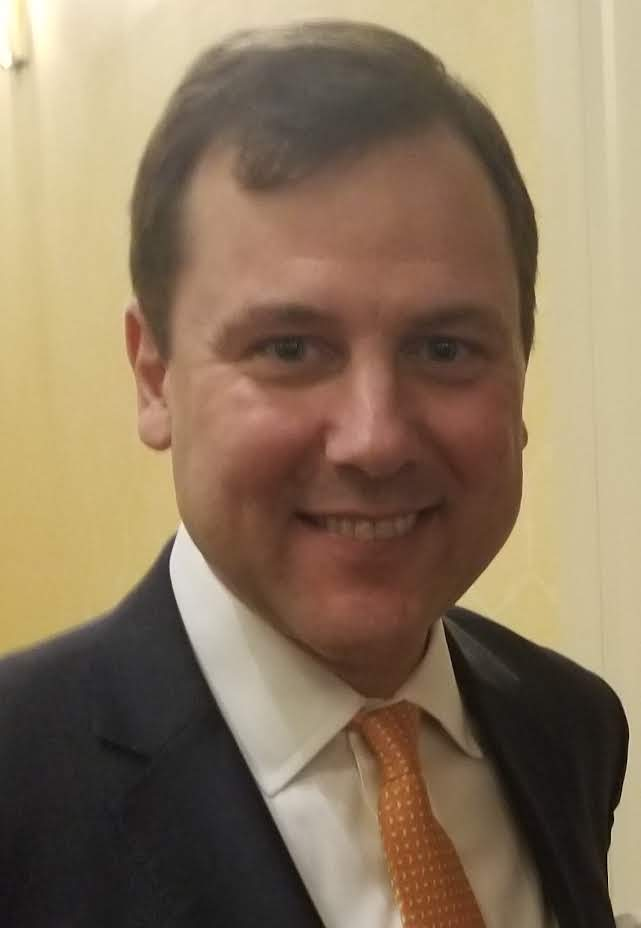
Thomas Kean Jr. nel 2018

Membro attivo del Partito Repubblicano, nel 2000 si candidò per un seggio alla Camera dei Rappresentanti ma perse le primarie contro Mike Ferguson.
Nel 2001 venne nominato per sostituire un collega dimissionario all'interno dell'Assemblea generale del New Jersey. Fu eletto per un mandato completo nel mese di novembre dello stesso anno.
Allo stesso modo, due anni più tardi fu nominato per succedere al dimissionario Rich Bagger all'interno del Senato del New Jersey, per poi vincere un mandato completo a novembre. Restò in carica per i successivi diciannove anni, assurgendo anche al ruolo di leader di minoranza dal 2008. Quando i repubblicani non riuscirono a conquistare nemmeno un seggio in occasione delle elezioni del 2013, il governatore Chris Christie cercò senza successo di far perdere a Kean il ruolo di leader.
Nel 2006 fu il candidato repubblicano per il seggio del Senato lasciato da Jon Corzine. L'avversario democratico di Kean fu Bob Menendez, che era stato nominato come sostituto temporaneo di Corzine; i sondaggisti identificarono la competizione come una delle più incerte e combattute di quella tornata elettorale. Lo scontro si basò essenzialmente sulle accuse di corruzione mosse da Kean nei confronti di Menendez, il quale cercò di dipingere il rivale come troppo giovane ed inesperto per il ruolo. Al termine della campagna elettorale, Kean perse contro Menendez con un margine di scarto di nove punti percentuali. Secondo il New York Times, le ragioni della sconfitta di Kean andavano ricercate soprattutto nella strategia adottata in campagna elettorale e mirata soprattutto a dipingere l'avversario come negativo, piuttosto che a rispondere in maniera centrata sui singoli temi.
Fu considerato uno dei possibili candidati alla carica di governatore del New Jersey nella tornata del 2017, ma non presentò mai ufficialmente la propria candidatura.
Nel 2020, Thomas Kean Jr. si candidò nuovamente alla Camera, sfidando il democratico in carica da un mandato Tom Malinowski. La gara fu molto combattuta, Kean raccolse molti fondi e ottenne il sostegno pubblico di Kevin McCarthy, ma alla fine perse le elezioni per poco più di un punto percentuale; essendo una delle circostanze in cui il margine di scarto tra i due candidati era più sottile, i risultati furono ufficializzati dopo due settimane dall'election day.
Due anni dopo, Kean si presentò nuovamente alle elezioni contro Malinowski, il quale nel frattempo era divenuto oggetto di un'indagine da parte della commissione etica della Camera per la mancata comunicazione di dati finanziari
; il distretto congressuale era inoltre stato riconfigurato, includendo aree maggiormente favorevoli ai repubblicani rispetto alla conformazione precedente. Anche in questo caso, la gara fu molto combattuta, ma alla fine fu Kean a prevalere su Malinowski, con un vantaggio di quasi tre punti percentuali.

### Posizioni politiche
Come deputato, Kean si caratterizzò per essere un repubblicano moderato e aderì a dei caucus bipartisan come il Problem Solvers Caucus, anche se fu criticato dagli avversari per non aver preso abbastanza le distanze da Donald Trump. Pur dichiarandosi pro-choice in tema di aborto e avendo promesso in campagna elettorale di sostenere le iniziative in tal senso, votò contro la Women's Health Protection Act che avrebbe sancito il diritto ribaltato dalla Corte Suprema nel 2022. Votò inoltre a favore di un disegno di legge che limitava i medici nei rari casi in cui un feto abortito risultasse vivo. Kean si espresse a favore della fecondazione in vitro e introdusse una proposta per fornire crediti d'imposta sul reddito a chi si sottopone a trattamenti per la fertilità, ma non si espresse su una soluzione bipartisan per sancire la difesa di tali trattamenti a livello federale.